# Springfield (Ohio)
Springfield er en by og hovedsædet i Clark County i den sydvestlige del af Ohio.
Ved den amerikanske filketælling i 2020 havde byen 58.662 indbyggere og storbyområdet havde 136.001 indbyggere.